# Bazum
Bazum (en arménien Բազում ) est une communauté rurale du marz de Lorri en Arménie. En 2008, elle compte 998 habitants.